# Grenzschutzgruppe 9
 Der er for få eller ingen kildehenvisninger i denne artikel, hvilket er et problem. Du kan hjælpe ved at angive troværdige kilder til de påstande, som fremføres i artiklen.

Grenzschutzgruppe 9 (GSG 9 der Bundespolizei, GSG-9) er en tysk antiterrorstyrke, der er underlagt det tyske forbundspoliti (tysk: Bundespolizei). Den anses for at være en af de bedste antiterrorstyrker i verden og har særlig stor erfaring med at bekæmpe venstreorienteret terrorisme (se RAF).
GSG-9 blev oprettet af Vesttysklands regering med British SAS som forbillede efter massakren i München i 1972 som et resultat af politiets dårlige håndtering af denne situation. GSG-9 spillede en vigtig rolle i kampen mod terrorisme under "det tyske efterår" i 1977. Under kapringen af Lufthansa-flyet Kapringen af Landshut blev GSG-9 indsat for at befri flyet i Mogadishu, hvilket lykkedes uden tab af civile eller GSG-9 medlemmer.
Mange andre antiterrorenheder er organiseret med GSG-9 som forbillede. GSG-9 var oprindeligt (under navnet Grenzschutzgruppe-9) en del af det tyske grænsebeskyttelseskorps (Bundesgrenzschutz). Efter at Bundesgrenzschutz blev omdannet til Bundespolizei i 2005, bevarede gruppen navnet GSG-9 med tilføjelsen "Bundespolizei", men navnet GSG-9 betragtes ikke længere officielt som en forkortelse af noget.